# Związek Polski Niepodległej
Związek Polski Niepodległej – organizacja niepodległościowa o charakterze zbrojnym, zawiązana we wrześniu (29/30) 1939 roku w Warszawie, przez członków Zarządu Związku Powstańców Śląskich - Oddział Warszawski. Zebranie założycielskie odbyło się w mieszkaniu przy ulicy Różanej, którego właścicielem był Józef Szkandera.
Kierownictwo:
- Komendant Główny - Sebastian Chorzewski;
- Zastępca Komendanta Głównego - Józef Sobolewski;
- Szef ds. Finansów - Józef Szkandera;
- Szef ds. Łączności - Eugeniusz Tołłoczko;
- Szef ds. Zaopatrzenia - Edward Kowalski;
- Szef ds. Propagandy - Wacław Kubicz;
- Komendant Oddziału krakowskiego - płk. Władysław Surmacki.
- Organ prasowy - "Monitor Informacyjny ZPN".

Struktura konspiracyjna ZPN wzorowana była na konspiracyjnej strukturze organizacyjnej Powstania Styczniowego (Powstanie Styczniowe 1863 roku) - na tzw. "piątkach" - pięcioosobowych grupach konspiratorów, którzy nie znali się nawzajem.
W kwietniu 1940 roku Związek Polski Niepodległej zmienił nazwę na Kadra Polski Niepodległej.